# Lars-Erik Rosenberg
Lars-Erik Rosenberg, född 9 augusti 1933 i Stockholm, död där 30 juli 2004, var en svensk sjökapten, målare och tecknare.
Han var son till sjökaptenen Per erik Rosenberg och Aina Boman. Efter avlagd sjökaptensexamen var Rosenberg verksam inom utrikessjöfarten. Han studerade konst vid Georgij Fetcós målarskola och Gerlesborgsskolan. Separat ställde han bland annat ut i Nyköping, Västerås, Söderhamn och Piteå. Hans konst består av abstrakta motiv och föreställande motiv då främst stadsmotiv, landskap och marina motiv  utförda i oljemåleri eller blandteknik.